# Tosal de Isóbol
Tosal de Isóbol är en bergstopp i Spanien.   Den ligger i provinsen Província de Girona och regionen Katalonien, i den nordöstra delen av landet, 500 km öster om huvudstaden Madrid. Toppen på Tosal de Isóbol är 1 274 meter över havet, eller 109 meter över den omgivande terrängen. Bredden vid basen är 1,9 km.
Terrängen runt Tosal de Isóbol är varierad.Runt Tosal de Isóbol är det glesbefolkat, med 14 invånare per kvadratkilometer. Närmaste större samhälle är Puigcerdà, 10,7 km nordost om Tosal de Isóbol. Trakten runt Tosal de Isóbol består till största delen av jordbruksmark.